# Cabecera Municipal
Eine Cabecera Municipal (spanisch für Sitz der Verbandsgemeindeverwaltung) in Lateinamerika entspricht dem Ort, an dem sich der Verwaltungssitz einer Gebietskörperschaft befindet, deren Grenzen durch Vereinbarungen eines Gemeinderats festgelegt werden.
Eine Verbandsgemeinde kann andere (meist kleinere) Städte, Dörfer, Gehöfte der Weiler umfassen.
Der Begriff wird unter anderem in Argentinien, El Salvador, Guatemala, Kolumbien, Mexiko und Venezuela verwendet.

## Kolumbien
Jede Verbandsgemeinde hat einen Verwaltungssitz, d. h. die wichtigste Stadt oder Gemeinde, die in der Regel denselben Namen wie diese Gemeinde trägt und als deren Hauptort fungiert. Man findet dort: Bürgermeisteramt, Polizeidienststelle, Notariate, Gericht und das Rathaus der Verbandsgemeinde. In vielen Fällen wird der Begriff Gemeinde auch auf den Sitz der Verbandsgemeindeverwaltung angewandt.

## Mexiko

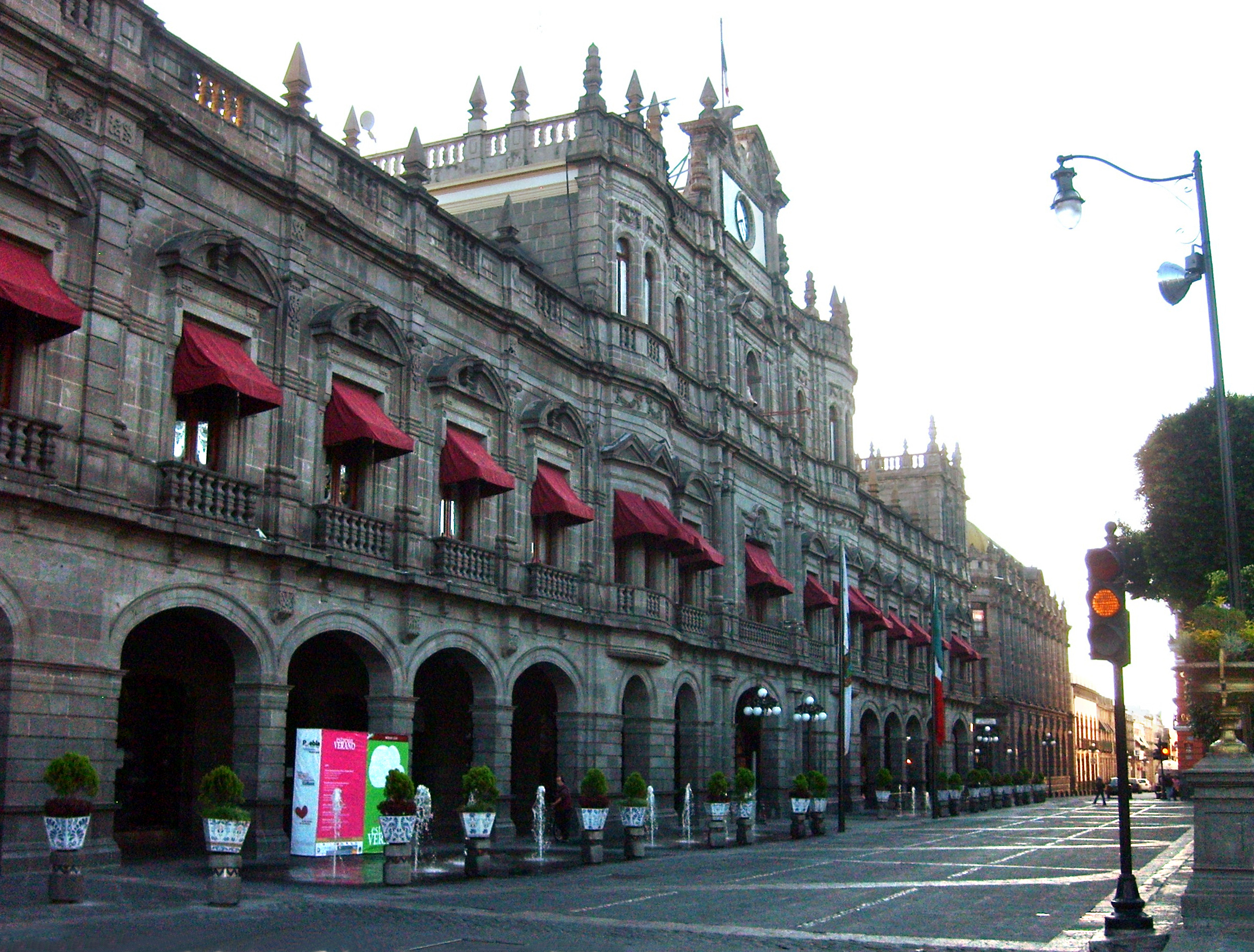
Der Stadtpalast von Puebla, Mexiko.

Der Gemeindesitz ist der Ort, an dem das Verwaltungshandeln einer Gemeinde ausgeübt wird; er wird auch als der Ort definiert, an dem die kommunale öffentliche Gewalt ihren Sitz hat; er hat die Funktion der Hauptstadt des betreffenden Gebiets. Häufig ist der Name der Stadt gleichbedeutend mit dem der Gemeinde, deren Hauptstadt sie ist.
In Baja California sind die Gemeinden in sog. Delegaciones unterteilt, in denen die Gemeindehauptstädte durch eine Cabecera Delegacional genannte Bevölkerung vertreten sind. In anderen mexikanischen Bundesstaaten, z. B. Yucatan, sind die Gemeinden in sog. Comisarías unterteilt, in denen jede Gemeinde einen Kommissar hat, der entweder vom Bürgermeister ernannt oder direkt gewählt wird.